# Radošina
Radošina és un poble i municipi d'Eslovàquia que es troba a la regió de Nitra, al sud-oest del país. El 2011 tenia 2.013 habitants.

## Història
La primera menció escrita de la vila es remunta al 1277.

## Demografia
| Godina             | 1994 | 2004   | 2014   | 2024   |
| ------------------ | ---- | ------ | ------ | ------ |
| Nombre de persones | 2025 | 1975   | 1963   | 1855   |
| Diferència         |      | −2,46% | −0,60% | −5,50% |

| Godina             | 2023 | 2024   |
| ------------------ | ---- | ------ |
| Nombre de persones | 1862 | 1855   |
| Diferència         |      | −0,37% |